# Jan Jalass
Jan Jalass (* 10. April 1937 in Kopenhagen) ist ein deutscher Politiker der SPD und ehemaliger Abgeordneter der Hamburgischen Bürgerschaft.

## Leben
Jan Jalass, 1937 geboren, verbrachte seine ersten Lebensjahre in Schweden und besuchte in Göteborg die Schule. 1953 zog die Familie nach Hamburg. Hier vollendete er die Schule und legte die Mittlere Reife ab.
Er machte eine Lehre als Großhandelskaufmann. Anschließend zog es ihn aufs Wasser. Sieben Jahre lang arbeitete er als Decksmann und Hafenschiffer mit Patent im Hamburger Hafen. 1972 wurde er Geschäftsführer eines mittelständischen Hafenbetriebes. Er heiratete und wurde Vater zweier Kinder.

## Politik
Seine politische Heimat ist der eher links ausgerichtete SPD-Kreis Hamburg-Eimsbüttel. Seine Partei entsandte ihn in die Deputation der  Behörde für Umwelt und Gesundheit. Er wurde in die Bezirksversammlung Eimsbüttel gewählt und dort zum SPD-Fraktionsvorsitzenden.
Von 1978 bis 1993 war er Abgeordneter der Hamburger Bürgerschaft. Er arbeitete vor allem im Ausschuss für Hafen und Wirtschaft und im Gesundheitsausschuss mit.

## Ehrenamtliche Tätigkeit
Jan Jalass war Mitglied des Verwaltungsrates des Hafen-Schifffahrt-Verbandes Hamburg.
Er gehört dem Vorstand von  Hafenkultur e.V. – Freunde des Hafenmuseums in Hamburg an.
Ebendiesem finanziell eher karg ausgestatteten Museum gilt sein Hauptengagement ehrenamtlicher Tätigkeit. Als einer von über 200 Freiwilligen bestreitet er einen großen Teil der Aufgaben für das Museum mit – von Führungen durch das Gelände des Museums über Betreuung der Kaffeeklappe bis hin zur Arbeit für den Fastmaker, der Vereinszeitschrift für die Freunde des Hafenmuseums .